# Davo Karničar
Davorin Karničar, bolj znan kot Davo Karničar, slovenski alpinist in ekstremni alpski smučar, * 26. oktober 1962, Zgornje Jezersko, † 16. september 2019, Zgornje Jezersko
Karničar je od leta 1980 opravil preko 1000 alpinističnih tur, presmučal je velike alpske stene tako v Sloveniji (Triglav, Jalovec, Špik) kakor tudi v tujini (1994 severovzhodno steno Eigerja, in vzhodno steno Matterhorna). Leta 1995 je z bratom Drejcem prvi smučal z Anapurne (8091 mnm), leta 2000 pa kot prvi na svetu z vrha Everesta (8848 mnm).
Vodil je tudi »šolo gorništva in smučanja« na Jezerskem.
Umrl je v delovni gozdarski nesreči.

## Spusti
Med letoma 2000 do 2006 se je s smučmi spustil z najvišjih vrhov vseh sedmih celin.
| Celina          | Vrh              | Višina  | Datum             |
| --------------- | ---------------- | ------- | ----------------- |
| Azija           | Everest          | 8.850 m | 7. oktober 2000   |
| Afrika          | Kilimandžaro     | 5.894 m | november 2001     |
| Evropa          | Elbrus           | 5.642 m | maj 2002          |
| Južna Amerika   | Aconcagua        | 6.969 m | januar 2003       |
| Avstralija      | Mount Kosciuszko | 2.230 m | avgust 2003       |
| Severna Amerika | Denali           | 6.193 m | junij 2004        |
| Antarktika      | Mount Vinson     | 4.897 m | 28. november 2006 |